# Handianus circumtorsus
Handianus circumtorsus är en insektsart som beskrevs av Dlabola 1963. Handianus circumtorsus ingår i släktet Handianus och familjen dvärgstritar. Inga underarter finns listade i Catalogue of Life.